# Гламорган
Гламорган (валл. Morgannwg, англ. Glamorgan) — традиционное графство Уэльса, существовавшее в качестве административно-территориальной единицы в составе Англии в период с 1535 по 1888 год.
Гламорган граничил с уэльскими графствами Кармартеншир на западе, Брекнокшир на севере и Монмутшир на востоке, с юга омывался водами Бристольского залива.
Территория, традиционно относимая к графству, была сформирована в раннем средневековье в границах валлийского королевства Морганнуг, которое было завоевано англо-нормандскими феодалами в 1091 году, и на его землях образовалось лордство валлийской марки Гламорган. К моменту завоевания Уэльса Эдуардом I в 1284 году в пределах Гламоргана было несколько лордств и маноров, которые согласно Рудланскому статуту сохранили своё независимое положение в знак заслуг лордов марки. Ко времени правления Генриха VII большая часть владений в Гламоргане уже входила в королевский домен. Непосредственно образование графства Гламорган было осуществлено во исполнение Акта о Законах Уэльса 1535.
Актом о местном управлении 1888 года графство было преобразовано в административное графство Гламорган, при этом из его состава в самостоятельное управление были выделены Кардифф и Суонси, получившие статус городов-графств. Затем территориальное деление Уэльса было изменено Актом о местном управлении 1972 года, образовавшим двухуровневую административную систему, согласно которому земли Гламоргана вошли в состав трёх территориальных единиц первого уровня — Западного, Центрального и Южного Гламоргана.
С 1994 года и по настоящее время земли традиционного графства Гламорган разделены на территории городов Кардифф и Суонси, городов-графств Мертир-Тидвил, Кайрфилли, Ронта, Кинон, Таф, Вейл-оф-Гламорган, Бридженд, Нит-Порт-Толбот.